# Bascapè
Bascapè (Bascapè in dialetto locale) è un comune italiano di 1 808 abitanti della provincia di Pavia.
Bascapè deriva il suo nome da Basilica Petri, l'antica chiesa pievana della diocesi di Pavia attorno alla quale si venne formando il paese. Fin dal medioevo ebbe signori propri, i Bascapè, che ne tennero il feudo per l'intera durata del feudalesimo. Al territorio plebaneo erano soggette Cerro al Lambro, Gugnano, Landriano e Pairana. Di Bascapè era probabilmente originaria la famiglia di Pietro da Barsegapè, poeta in volgare milanese vissuto tra la fine del XIII e l'inizio del XIV secolo.
Almeno dal XIV secolo Bascapè apparteneva al territorio milanese ed era incluso nella pieve civile di San Giuliano. Nel 1786 una parte di tale pieve, comprendente anche Bascapè, fu assegnata alla provincia di Pavia. Nel XVIII secolo furono uniti a Bascapè i comuni di Beccalzù e Casadeo; nel 1842 quello di Villarzino, nel 1867 furono aggregati i soppressi comuni di Mangialupo e San Zeno e Foppa e nel 1872 anche il comune di Trognano.
- Villarzino, comune della pieve di San Giuliano aggregato nel 1786 alla provincia di Pavia. Il comune fu soppresso nel 1842 e unito a Bascapè.
- Mangialupo (CC E886), comune della pieve di San Giuliano aggregato nel 1786 alla provincia di Pavia, nel XVIII secolo non aveva feudatari. Il comune fu soppresso nel 1867 e unito a Bascapè.
- San Zeno e Foppa (CC I413), comune della pieve di San Giuliano aggregato nel 1786 alla provincia di Pavia, nel XVIII secolo non aveva feudatari. Il comune fu soppresso nel 1867 e unito a Bascapè.
- Trognano (CC L446), comune della pieve di San Giuliano aggregato nel 1786 alla provincia di Pavia, nel XVIII secolo non aveva feudatari. Il comune fu soppresso nel 1872 e unito a Bascapè. Il suo nome è legato al cosiddetto Maestro di Trognano (una sua Natività si conservava in un oratorio locale).

Nel territorio di Bascapè cadde l'aereo su cui viaggiava Enrico Mattei, presidente dell'ENI, precipitato il 27 ottobre 1962.

## Simboli
Lo stemma e il gonfalone del comune di Bascapè sono stati concessi con decreto del presidente della Repubblica del 19 maggio 1954.
Nello stemma è rappresentato, sopra il castello, l’antico scudo dei feudatari locali.
Il gonfalone è un drappo partito di rosso e di giallo.

## Monumenti e luoghi d’interesse

### Architetture religiose
La Chiesa di San Michele è sede di una antica parrocchia di grande importanza nella storia della diocesi di Pavia. 

## Società

### Evoluzione demografica
- 533 nel 1751
- 820 nel 1805
- 1 640 nel 1853 inclusa Villarzino annessa nel 1842
- 1 596 nel 1861
- 2 074 nel 1871 incluse Mangialupo e San Zeno e Foppa annesse nel 1867
- 2 196 nel 1881 inclusa Trognano annessa nel 1872

Abitanti censiti